# 野田弘
野田 弘（のだ ひろむ、1919年9月10日 - 1997年1月10日）は、昭和時代日本の教育者。作詞家としての別名義に小川 楠一（おがわ くすいち）がある。

## 経歴
1919年（大正8年）、香川県三豊郡詫間村須田（現在の三豊市詫間町詫間）に生まれる。1939年（昭和14年）に香川県師範学校本科二部を卒業、県内各地で小学校教員を務めた。教員としては国語の指導に力を入れ、学習指導に関する著書を多数執筆している。
丸亀市立城北小学校の校長職に在った1953年（昭和28年）に香川県が実施した「香川県民歌」歌詞の一般公募で応募作が入選し、翌1954年（昭和29年）1月に制定される（「小川楠一」名義）。1960年代には、文部省の派遣で当時アメリカ合衆国の統治下にあった沖縄へ出向した。1983年（昭和58年）10月から1991年（平成3年）12月まで、坂出市教育委員会で教育長を務める。
1997年（平成9年）1月10日死去。享年79（満77歳没）。

## 著作
- 国語科学習指導の進め方（法政大学出版局、1956年） NCID BN09721302
- 人間を考える国語指導（国土社、1978年） NCID BN13847428
- 子どもと歩む授業を創る 豊かな「問い」を求める国語教室（学習研究社、1988年） ISBN 4-05-151207-X
- 私の歩んだ国語教育（私家版、1990年） NCID BA35171808

### 遺稿集・追悼文集
- 松平公益会 編『松平頼寿伝』（1964年） NCID BN1348381X
- 野田豊子 編『さざんか 野田弘遺稿集』（青葉印刷、1999年）[注 1]
- 香川県国語教育研究会 編『ひとすじの道 野田弘先生追悼文集』（香川県国語教育研究会、1999年）[注 2]。

### 作詞
注記の無い場合は小川楠一名義。
自治体歌等
- 高松市民の歌（作曲：中山晋平） - 「小川木南」名義
- 香川県民歌（作曲：田口寛）

校歌
- 綾川町立昭和小学校校歌[5]
- 大手前丸亀中学・高等学校校歌
- 丸亀市立城乾小学校校歌
- 綾川町立陶小学校校歌
- 観音寺市立粟井小学校校歌
- 三豊市立詫間中学校校歌